# Beijo na Boca (livro)
Beijo na boca é um livro de poesia publicado pelo poeta brasileiro Antônio Carlos de Brito (cujo pseudônimo é Cacaso), em 1975. Junto com Segunda classe (livro do mesmo ano), fazia parte da coleção Vida de artista, que reunia obras de outros poetas envolvidos com o grupo da poesia marginal da década de setenta (às vezes dita geração mimeógrafo). Foi republicada novamente em 2002 pela Cosac & Naify em conjunto com a 7 Letras, nas obras completas do poeta intituladas lero-lero. Este volume faz parte da coleção Ás de colete, que reúne as obras de outros poetas expressivos do movimento, como Chacal.
O livro vem com uma dedicatória a Leilah Assumpção e uma epígrafe de Mário de Andrade: "Sou um tupi tangendo um alaúde". Conta com 43 poemas. A grande maioria breves (Orgulho tem apenas três palavras, por exemplo), de tom irônico e jocoso, como em outras obras do artista, o já citado Segunda Classe, Na corda bamba e Mar de mineiro, por exemplo. Nesse sentido, a obra do autor é sintomática da geração. O tema do relacionamento amoroso é recorrente, como o título indica.

## Lista de poemas
- E com vocês a modernidade;
- Há uma gota de sangue no cartão-postal;
- Happy end;
- Problemas de nomeclatura;
- Lá em casa é assim;
- Estilos trocados;
- De almanaque;
- Sina;
- Hora do recreio;
- Sonata;
- Quem de dentro de si não sai vai morrer sem amar ninguém;
- Estações;
- Ciclo vicioso;
- Meditação;
- Primeiros sinais de terra;
- Ah!;
- Jogos de reflexos;
- Estágio do espelho;
- Aos pés! Da musa;
- Alquimia sensual;
- Ex (1);
- Ex (2);
- Ex (3):
- Fatalidade;
- Busto renascentista;
- As vacas magras;
- Falando sério;
- Ré menor;
- Dente por dente;
- Estilhaço;
- Propriedade privada;
- Encontro desmarcado;
- Fazendo as contas;
- Capa e espada;
- Contando vantagem;
- O xis do problema;
- Orgulho;
- Sinistros resíduos de um samba;
- Primeiras impressões;
- Cartesiana;
- Passeio no bosque;
- Seresta ao luar;
- O mergulhador.